# Entre dos aguas
Entre dos Aguas – pierwszy album kompilacyjny hiszpańskiego gitarzysty flamenco i kompozytora Paco de Lucii, który jest jednocześnie najlepiej sprzedającą się płytą długogrającą w dorobku artysty.

## Lista utworów

### Oryginalne wydanie albumu z 1975 roku
| 1.  | "Entre Dos Aguas"      | 6:02  |
|     |                        |       |
| 2.  | "Los pinares"          | 3:35  |
|     |                        |       |
| 3.  | "Jerezana"             | 3:02  |
|     |                        |       |
| 4.  | "En la caleta"         | 3:23  |
|     |                        |       |
| 5.  | "Punta del Faro"       | 4:00  |
|     |                        |       |
| 6.  | "Fandangos"            | 4:17  |
|     |                        |       |
| 7.  | "Malagueña de Lecuona" | 4:32  |
|     |                        |       |
| 8.  | "Zarda de Monty"       | 2:58  |
|     |                        |       |
| 9.  | "Serrania de Málaga"   | 4:10  |
|     |                        |       |
| 10. | "Andalucía de Lecuona" | 4:17  |
|     |                        |       |
| 11. | "Rumba improvisada"    | 4:06  |
|     |                        |       |
| 12. | "Plazuela"             | 3:51  |
|     |                        |       |
|     |                        | 48:13 |
|     |                        |       |

### Reedycja płyty(1983)
Wszystkie utwory skomponowane przez Francisco Sánchez Gómez (Paco de Lucía), poza zaznaczonymi
| 1.  | "Entre Dos Aguas" (José Alcaraz Torregrosa, de Lucía)      | 6:02  |
|     |                                                            |       |
| 2.  | "Zorongo Gitano" (Federico Garcia Lorca)                   | 2:55  |
|     |                                                            |       |
| 3.  | "Río Ancho" (de Lucía, Ramón Sánchez Gómez)                | 4:29  |
|     |                                                            |       |
| 4.  | "En la Caleta" (José Alcaraz Torregrosa, de Lucía)         | 3:23  |
|     |                                                            |       |
| 5.  | "Convite"                                                  | 5:05  |
|     |                                                            |       |
| 6.  | "Monasterio de Sal"                                        | 4:52  |
|     |                                                            |       |
| 7.  | "Panaderos Flamencos"                                      | 2:36  |
|     |                                                            |       |
| 8.  | "Punta Umbría" (José Alcaraz Torregrosa, de Lucía)         | 3:23  |
|     |                                                            |       |
| 9.  | "Chanela"                                                  | 3:57  |
|     |                                                            |       |
| 10. | "La Niña de Puerta Oscura" (Manuel López-Quiroga y Miquel) | 2:59  |
|     |                                                            |       |
| 11. | "Castro Marín"                                             | 4:12  |
|     |                                                            |       |
| 12. | "Guajiras de Lucía"                                        | 3:21  |
|     |                                                            |       |
| 13. | "Mantilla de Feria"                                        | 3:17  |
|     |                                                            |       |
| 14. | "El Vito" (Federico Garcia Lorca)                          | 2:51  |
|     |                                                            |       |
|     |                                                            | 53:22 |
|     |                                                            |       |

## Pozostali muzycy

### Muzycy oryginalnego wydania
- Ramón de Algeciras – gitara (1, 2, 6-12)
- Jose Torregrosa – dyrektor muzyczny (5, 6)
- Enrique Jimenez – gitara (7-12)
- Cepero Isidro de Sanlucar – gitara (7-12)
- Julio Vallejo – gitara (7-12)

### Muzycy reedycji
- Jose Torregrosa – gitara (1, 4, 8); dyrektor muzyczny (3)
- Federico Garcia Lorca – dyrektor muzyczny (2, 14)
- M. Lopez Quiroga – dyrektor muzyczny (10)